# Damjanovich Sándor
Damjanovich Sándor József (Mátészalka, 1936. január 24. – Debrecen, 2017. június 5.) Széchenyi-díjas magyar orvos, laboratóriumi szakorvos, biofizikus, a Magyar Tudományos Akadémia rendes tagja. Kutatási területe a biofizika, ezen belül az enzimek  alloszterikus szabályozásának sugárbiológiai és fizikai-kémiai vizsgálata. Nevéhez fűződik az áramlási citometria magyarországi bevezetése. 1974 és 1980, valamint 1986 és 1990 között a Debreceni Orvostudományi Egyetem (2000-től a Debreceni Egyetem része) tudományos rektorhelyettese. Damjanovich László (1960) orvos, sebész, egyetemi tanár édesapja.

## Életpályája
1954-ben érettségizett, majd felvették a Debreceni Orvostudományi Egyetemre. Itt szerzett orvosdiplomát 1960-ban. 1964-ben laboratóriumi szakorvosi képesítést szerzett. Közben 1963 és 1967 között a Kossuth Lajos Tudományegyetem (2000-től Debreceni Egyetem) fizikus szakán tanult. Orvosi diplomájának megszerzése után az egyetem Kórtani Intézetében kapott állást. 1968-ban átkerült az Orvosi Fizikai Intézetbe, amelynek igazgatója lett. Egy évre rá az intézet a Biofizikai Intézet nevet vette fel. Itt kezdetben egyetemi docensként dolgozott. 1972-ben vehette át egyetemi tanári kinevezését. 1974-ben az egyetem tudományos rektorhelyettesévé választották. E tisztségét hat éven keresztül töltötte be. 1986-tól 1990-ig ismét rektorhelyettesként dolgozott. A Biofizikai Intézet 1997-es Biofizikai és Sejtbiológiai Intézetté történt átnevezése után is megtartotta igazgatói pozícióját. 2002-ben, a Debreceni Egyetem Molekuláris Medicina Kutatóközpont igazgatója lett. 2006-ban professor emeritusi címet kapott. 1996–1997-ben a Debreceni Univerzitás Egyesülés elnöke. 1999 és 2002 között Széchenyi, 2000-ben Szilárd Leó professzori ösztöndíjjal, kutatott. Számos külföldi egyetem és intézet vendégprofesszora volt (többek között National Institute of Health, USA; Max Planck Intézet Biofizikai Kémiai Intézete, Göttingen).
1968-ban védte meg az orvostudományok kandidátusi, 1976-a biológiai tudományok akadémiai doktori értekezését. Az MTA Biofizikai Bizottságának és a Debreceni Akadémiai Bizottságnak lett tagja. 1982-ben megválasztották a Magyar Tudományos Akadémia levelező, 1990-ben pedig rendes tagjává. 1987 és 1990 között a Biológiai Tudományok Osztálya elnökhelyettese, 2002-től 2008-ig pedig elnöke volt, utóbbi tisztségénél fogva az MTA elnökségének is tagja volt. Egy időben a Jelölőbizottság munkájában is részt vett. Ezenkívül 1986 és 1992 között a Tudományos Minősítő Bizottság tagja volt. Akadémiai tisztségei mellett 1984–1994-ben a Magyar Biofizikai Társaság alelnöke volt, 1994-től a társaság tiszteletbeli elnöke. 1995-ben az Európai Molekuláris Biológiai Szervezet (EMBO) tagjává választották. Emellett a Kossuth- és Széchenyi-díj Bizottságba is bekerült. Számos tudományos szakfolyóirat szerkesztőbizottságának tagja: Acta Biochimica, az Archives of Gerontology and Geriatrics, Journal of Photochemistry and Photobiology.

## Munkássága
Fő kutatási területe a biofizika, ezen belül az alloszterikus enzimek szabályozásának sugárbiológiai és fizikai-kémiai vizsgálata.
Somogyi Bélával és Rick Welchcsel együtt kidolgozta a molekuláris enzimkritikai modellt. Ez a modell vette először figyelembe a mikromolekulák környezeti hatását a kinetikai tulajdonságokra/paraméterekre. Jelentős eredménye a sejtfelszíni receptorok úgynevezett nem véletlenszerű topografikus (térképszerű) eloszlásának főleg limfocitákon (nyiroksejteken) történő kísérleti bizonyítása. Nevéhez fűződik a jelenség első feltételezése is. Az eloszlás MHC-antigének (major histocompatibility molecule), az ICAM-1 molekulák és egyes interleukin receptorok (IL) esetén elfogadott. Nevéhez fűződik a mennyiségi (kvantitatív) flow citometria vizsgálattípus közép-kelet-európai bevezetése.
Több mint kétszázötven tudományos publikáció szerzője vagy társszerzője volt, ebből hét monográfia/szakkönyv, illetve közel húsz könyvfejezet. Munkáit elsősorban magyar és angol nyelven adta közre.

## Díjai, elismerései
- Went-emlékérem (1993)
- Jendrassik-emlékérem (1995)
- Szent-Györgyi Albert-díj (1995)
- Széchenyi-díj (1997) – A kísérleti biofizika orvosbiológiai alkalmazása területén végzett, nemzetközileg is kiemelkedő munkásságáért.
- A Magyar Köztársasági Érdemrend középkeresztje (2002)
- Akadémiai Aranyérem (2013)

## Főbb publikációi
- Molekulaóriások biofizikája (1976)
- New Trends in the Description of the General Mechanism and Regulation of Enzymes (1978)
- Lumineszcencia a biológiában és az orvostudományban (1983)
- Makromolekuláris dinamika és információtranszfer : akadémiai székfoglaló 1982. október 5. (1984)
- Dynamics of Biochemical Systems (1986)
- Mobility and Proximity in Biological Membranes (1994)
- Supramolecular Complexes of MHC Class I, MHC Class II, CD20 and Tetraspan Molecules (CD53, CD81 and CD82) at the Surface of a B Cell Line JY (1996)
- Preassembly of Interleukin 2 (IL–2) Receptor Subunits on Resting Kit 225 K6 T Cells and their Modulation by IL–2, IL–2, IL–7 and IL–15 (1997)
- Milyen új eszközöket adnak a mérnök kezébe az élettudományok? (2000)
- Nanotechnológia a biológiában (társszerző, 2003)
- Dynamic, Yet Structured: The Cell Membrane Three Decades after the Singer-Nicolson Model (társszerző, 2003)